# NGC 5873
NGC 5873 је планетарна маглина у сазвежђу Вук која се налази на NGC листи објеката дубоког неба.
Деклинација објекта је - 38° 7' 31" а ректасцензија 15h 12m 50,7s. Привидна величина (магнитуда) објекта NGC 5873 износи 11,0 а фотографска магнитуда 13,3. NGC 5873 је још познат и под ознакама PK 331+16.1, ESO 328-PN34, CS=13.6.